# Мілдред Клінґерман
Мілдред Мак-Елрой Клінґерман (нар.14 березня 1918, Аллен, Оклахома, США — пом. 26 лютого 1997) — американська письменниця наукової фантастики.

## Життєпис
Народилася як Мілдред Мак-Елрой в Аллені, штат Оклахома. У 1929 році її сім'я переїхала в Тусон, штат Аризона. Вона закінчила середню школу Тусона та вступила до університету Аризони. У 1937 році одружилася зі Стюартом Клінгерманом.
Більшість її оповідань було опубліковано в 1950-х у журналі «The Magazine of Fantasy & Science Fiction» під редакцією Ентоні Буше. Буше включив її оповідання «Дикий ліс» у сьомий том (1958) «Найкращого з фентезі та наукової фантастики» і присвятив книгу їй, назвавши її «найвипадковішим відкриттям».:252–3 У 1961 році її наукова фантастика була зібрана в збірник «Чашка простору». Вона також публікувалася в основних журналах, таких як Good Housekeeping і Collier's. У 1956 році її оповідання «Маленька відьма з вулиці В'язів» було опубліковано в Woman's Home Companion:374
Одружені жінки зображуються в таких її історіях, як «Дикий ліс» (січень 1957 F&SF) або «Червоне серце та блакитні троянди» (оригінал для її збірки); вони страждають від порушення простору тіла, чоловічої настирливості та обману інопланетян. Її оповідання також з'явилися в кількох хрестоматіях, зокрема в підручниках з літератури для учнів середньої та старшої школи. Антологія 2017 року «The Clingerman Files» включає всі її спочатку опубліковані оповідання.
Клінгерман була колекціонеркою книг усіх типів, особливо книжок Кеннета Грема та про нього, а також вікторіанських журналів подорожей. Клінгерман був так само сильно пов'язана з F&SF, як і Зенна Гендерсон. Вона була засновницею Тусонського клубу письменників і входила до правління Тусонського пресклубу. У 2014 році вона була посмертно нагороджена премією Кордвейнера Сміта за повторне відкриття.

## Нагороди
Премія повторного відкриття імені Кордвайнера Сміта 2014 року.

## Вибрані твори
- «Перший урок» (Collier's Weekly, червень 1955 р.)
- «Стікні та критик» (The Magazine of Fantasy and Science Fiction, лютий 1953 р.)
- «Сходовий трюк» (The Magazine of Fantasy and Science Fiction, серпень 1952)
- «Міністр без портфеля» (Журнал фентезі та наукової фантастики, лютий 1952 р.)
- «Листи від Лаури» (The Magazine of Fantasy and Science Fiction, жовтень 1954)
- «Останній пророк» (The Magazine of Fantasy and Science Fiction, серпень 1955)
- «Чашка простору» (Ballantine, 1961)
- «Червоне серце та блакитні троянди» (The Magazine of Fantasy and Science Fiction, травень 1964)
- «Файли Клінґерман» (2017)